# المحرس
المحرس إحدى مدن الجمهورية التونسية، تقع في ولاية صفاقس.
== ومدينة المحرس بنيت على أنقاض مدينة فينيقية قديمة اسمها أوليس وبالقرب من مدينة فينيقية ثانية تدعى «وونقة» لا تزال آثارها للآن، على يد القائد الأغلبي علي بن سالم من ضمن عدد كبير من المحارس أقيمت على الثغور التونسية بعضها اندثر والبعض الآخر صمد، وسميت محرس علي.

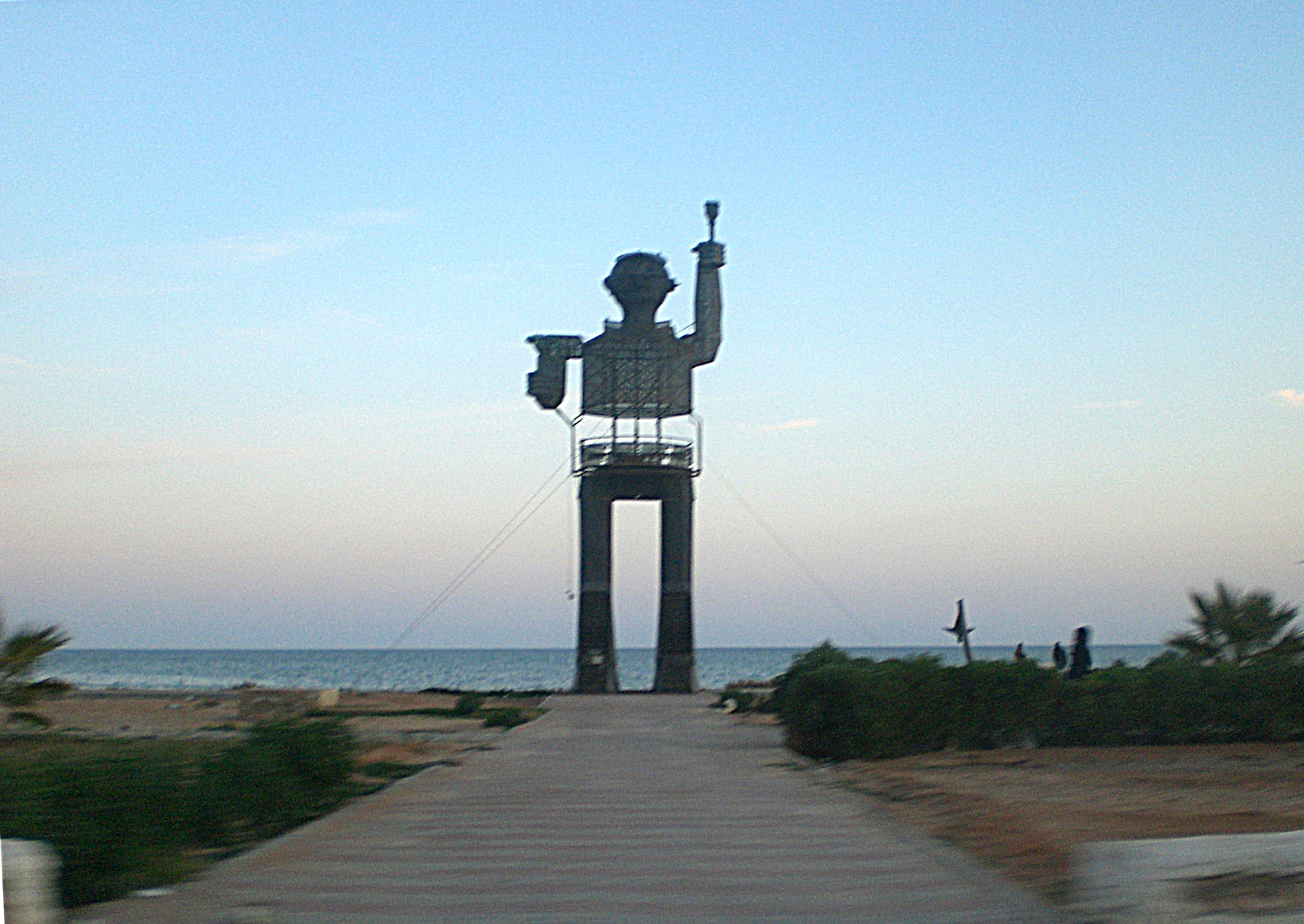
تمثال على شاطئ مدينة المحرس.

ومن آثارها الباقية حتى زمننا هذا خزان الماء الذي هدم سنة 1968 لضرورات التطوير كما أن المسجد الكبير لا زال يحوي تاريخ انشائه وذلك سنة 184هجري.أما اليوم فمدينة المحرس تحضن البحر وتغطيها غابات الزيتون من جميع الجهات وهي في تطور مستمر، ينشط أهلها بين الفلاحة (زياتين- أشجار مثمرة-صيد بحري) ويعد قطاع السياحة مستقبل المنطقة الواعد لما تتحلى به من جمال وشواطئ جميلة، كما يوجد عدد كبير من أبنائها بأوروبا وخاصة فرنسا مما جعل المحرس فعلا حاوية لتلاقي الحضارات.

## أعلام
- محسن مرزوق
- يوسف الرقيق